# Dipartimento di Río Seco
Río Seco è un dipartimento argentino, situato nella parte settentrionale della provincia di Córdoba, con capoluogo Villa de María.

## Geografia fisica
Esso confina a nord e ad est con la provincia di Santiago del Estero, a sud con il dipartimento di Tulumba, ad ovest con quello di Sobremonte.
Il dipartimento è suddiviso nelle seguenti pedanie: Candelaria Sección Norte, Candelaria Sección Sur, Estancia, Higuerillas e Villa de María..

## Società

### Evoluzione demografica
Secondo il censimento del 2001, su un territorio di 6.754 km², la popolazione ammontava a 12.635 abitanti, con un aumento demografico del 19,25% rispetto al censimento del 1991.

## Amministrazione
Nel 2001 il dipartimento comprendeva:
- 10 comuni (comunas in spagnolo):
  - Cerro Colorado
  - Chañar Viejo
  - Eufrasio Loza
  - Gutemberg
  - La Rinconada
  - Los Hoyos
  - Puesto de Castro
  - Rayo Cortado
  - Santa Elena
  - Villa Candelaria Norte
- 2 municipalità (municipios in spagnolo):
  - Sebastian Elcano
  - Villa de María